# Beltransgaz
Beltransgaz é uma empresa de transporte e infra-estrutura de gás natural da Bielorrússia . Ela explora os principais gasodutos de trânsito natural através da Bielorrússia-Northern Lights e Iamal-Europa. A Beltransgaz foi fundada em 1992 sobre as bases de Zapadtransgaz, a empresa responsável pelo distribuição de gás através da Bielorrússia. A empresa é administrada pelo Governo da Bielorrússia e pela empresa de gás russa Gazproma, ambos com 50% das ações.